# کوشینگ (اکلاهما)
کوشینگ(به انگلیسی: Cushing) شهری در ایالت اکلاهما کشور ایالات متحده آمریکا است که جمعیت آن در سرشماری سال ۲۰۱۰ میلادی، ۷٬۸۲۶ نفر بوده‌است.
شهر کوشینگ محل اتصال تعداد زیادی از خطوط انتقال نقت خام آمریکا است و به همین دلیل به هاب نفت آمریکا معروف شده است. مخازن ذخیره سازی نفت این شهر ظرفیت ذخیره 75 میلیون بشکه نفت در خود را دارند.